# Bewegung Neue Ordnung
Die Bewegung Neue Ordnung (BNO) ist eine neonazistische Organisation, die aus einer Abspaltung zur NPD entstand. Sie trat mit unterschiedlichsten Namen auf. Gegründet wurde sie am 1. Februar 2004 im brandenburgischen Vetschau vom ehemaligen Landesvorsitzenden der brandenburgischen NPD Mario Schulz und dem ehemaligen Vorsitzenden der brandenburgischen Jungen Nationaldemokraten Jens Pakleppa, nachdem der bosnischstämmige Safet Babic auf der Wahlliste der NPD zur Europawahl 2004 angetreten war. Daraus folgerte Schulz, dass die NPD das „Abstammungsprinzip“ verraten habe, somit nicht mehr „rassistisch genug“ sei und damit ihr wahres Gesicht als „Systempartei“ gezeigt habe. Die BNO lehnte sich bei ihrer Programmatik stark an das 25-Punkte-Programm der NSDAP an. So standen im Mittelpunkt ihrer programmatischen Schriften völkische und revisionistische Positionen, wie das Ziel des Aufbaus einer Volksgemeinschaft und die Angliederung ehemaliger deutscher Provinzen. Die BNO hatte bei ihrer Gründung laut Verfassungsschutz 100 Mitglieder.
Die Vorfeldorganisation „Schutzbund Deutschland“ wurde am 4. Juli 2006 verboten, weil sie eine „Wesensverwandtschaft mit dem Nationalsozialismus“ aufwies.

## Arbeiten unter Pseudonymen
Bereits am 4. Februar 2004 tauchten Aktivisten der BNO auf einer Veranstaltung der Pritzwalker Initiative „Gesicht zeigen“ auf und versuchten, den Anwesenden ihr Programm zu erläutern. Einige Tage später verteilten sie vor dem Wittenberger Oberstufenzentrum „volksverhetzende Flugblätter“, die den Vormarsch der Roten Armee und die Bombardierung von Dresden thematisierten.
Der brandenburgische Verfassungsschutz hielt im Jahresbericht von 2005 fest, dass zum Beginn des Jahres 2005 die BNO nicht mehr öffentlich in Erscheinung getreten sei, dafür aber zwei Nachfolgeorganisationen bzw. Tarnorganisationen bekannt geworden seien. Diese waren der Schutzbund Deutschland und die Gesinnungsgemeinschaft Süd-Ost Brandenburg.

### Ja zu Brandenburg
Die Wahlliste Ja zu Brandenburg (JA) erreichte bei den brandenburgischen Landtagswahlen 2004 0,4 Prozent der Wahlberechtigten und blieb somit unter der Hürde für die Erstattung von Wahlkampfkosten. Auf dieser Liste standen mit Mario Schulz, Mathias Wirth und Lutz Meyer drei Wahlvorschläge, die noch bei den brandenburgischen Kommunalwahlen 2003 für die NPD in Kommunalvertretungen einzogen. Nach Eigenaussagen der Liste sollte die Kandidatur nur dazu dienen, staatliche Wahlkampfkostenerstattung zu bekommen, um die eigene Propaganda zu finanzieren. Nachdem dieses Ziel verfehlt worden war und der staatliche Verfolgungsdruck zugenommen hatte, trat die Liste nicht wieder in Erscheinung.

### Schutzbund Deutschland
Der Schutzbund wurde vor allem durch seine Postwurfsendungen bekannt. Diese umfassten einen A5-großen Handzettel, dessen Design an Flugblätter der NSDAP aus den 1920er und 30er Jahren erinnerte. Vor allem in Wittstock/Dosse, Neustadt (Dosse), Neuruppin, Kyritz, Pritzwalk, Perleberg, Lehnin und Potsdam – also den Landkreisen Prignitz, Ostprignitz-Ruppin und Potsdam-Mittelmark – tauchten diese auf. Aber auch außerhalb des Landes Brandenburg, so z. B. in Osterburg (Altmark) oder in Burg Stargard (Mecklenburg-Vorpommern) verteilte der „Schutzbund“ seine Flugblätter.
Die Flugblätter griffen in erster Linie die Themen Arbeitslosigkeit, Migration und Privatisierung auf und untersetzten sie in einem aggressiven Ton mit nationalsozialistischer Propaganda. Für besonderes Aufsehen sorgten verteilte Handzettel und eine geschaltete Website, die während der vorgezogenen Bundestagswahl 2005 zum Wahlboykott aufriefen. Unterschrieben waren diese Zettel mit „Bundeswahlboykottleiter“. Die Website zeigte Bilder mit Abfalleimern, die mit Schriftzug „Deine Wahlurne“ bestückt waren.
Kurz vor der Verbotsverfügung durch das brandenburgische Innenministerium und während der Fußball-WM 2006 verteilte der Schutzbund ein Flugblatt mit dem Konterfei des deutschen Nationalspielers Gerald Asamoahs, das mit den Worten „Nein, Gerald – Du bist nicht Deutschland“ überschrieben wurde. Auf diese Kampagne hin bekam der Schutzbund ein großes Medienecho im In- und Ausland.
Am 4. Juli 2006 wurde der Verein verboten, weil er sich gegen „die verfassungsmäßige Ordnung und den Gedanken der Völkerverständigung“ richtete und eine „Wesensverwandtschaft mit dem Nationalsozialismus“ aufwies. Mit Wirkung vom 29. Juli 2008 wies das Bundesverwaltungsgericht die eingelegte Beschwerde dagegen zurück und bestätigte somit rechtskräftig das erlassene Vereinsverbot. Als Resultat des Verbotes verlor Schulz sein Kreistags- und Wirth sein Stadtverordnetenmandat.

### Bewegung Neues Deutschland
Am 23. Juli, nicht mal 20 Tage nach dem Verbot des Schutzbundes, tauchten in Brandenburg an der Havel Handzettel mit einem nahezu identischen Layout, wie dem der Schutzbund-Publikationen, auf. Sie trugen den Titel „Hurra, hurra! Wir sind Weltmeister“ und hatten angebliche negative Spitzenpositionen der Bundesrepublik zum Thema. Unterschrieben waren sie mit dem Gruppennamen Bewegung Neues Deutschland, einer Zusammenführung der Namen Bewegung Neue Ordnung und Schutzbund Deutschland.
Verantwortlich für diese Flugblätter im Sinne des Presserechts zeichnete Maik Eminger, der, zusammen mit Mario Schulz und Mathias Wirth, im Dezember 2006 vom Verdacht der Volksverhetzung freigesprochen wurde. Für Aufsehen sorgte Eminger, als er Weihnachten 2006 eine „deutsche Weihnachtsfeier“ abhalten wollte. Da die Polizei vermutete, es handle sich um eine Veranstaltung einer Nachfolgeorganisation des Schutzbundes, wurde diese verboten. Das Verbot wurde im September 2011 vom Verwaltungsgericht Potsdam für rechtswidrig erklärt.

### Gesinnungsgemeinschaft Süd-Ost Brandenburg
Die GGSOBB, die vor allem im Raum Lübben, Lübbenau und Cottbus aktiv war, berichtete vor allem auf ihrer Website über Aktionen von Rechtsextremisten. In den Schlagzeilen war die GGSOBB, als führende Mitglieder am Überfall auf den Jugendclub „Fragezeichen e. V.“ am 14. Mai 2005 in Cottbus beteiligt waren.
Im September 2006 verkündete die Gesinnungsgemeinschaft die Stilllegung ihres Internetauftrittes. Begründet wurde dies mit den Worten: „Nun wurden die Grenzen der bestehenden Aktionsformen erreicht, die Möglichkeiten ausgeschöpft, die notwendig waren, um den Grundstein zu legen, so dass der Widerstand bereit ist, die nächste Stufe zu erklimmen.“ Entgegen offizieller Darstellungen handelte es sich nicht um eine Auflösung der GGSOBB, sondern lediglich um eine Umstrukturierung.